# Lasiomerus spinicrus
Lasiomerus spinicrus är en insektsart som först beskrevs av Reuter 1890.  Lasiomerus spinicrus ingår i släktet Lasiomerus och familjen fältrovskinnbaggar. Inga underarter finns listade i Catalogue of Life.